# 逢妻町 (刈谷市)
逢妻町（あいづまちょう）は、愛知県刈谷市の地名。

## 地理

### 河川
- 逢妻川
- 境川

## 歴史

### 町名の由来
逢妻川の名称に由来する。

### 人口の変遷
国勢調査による人口および世帯数の推移。
| 1995年（平成7年）  | 2世帯 3人 |  |
| 2000年（平成12年） | 1世帯 3人 |  |
| 2005年（平成17年） |           |  |
| 2010年（平成22年） |           |  |
| 2015年（平成27年） |           |  |
| 2020年（令和2年）  |           |  |

### 沿革
- 1960年（昭和35年） - 刈谷市熊の一部により、同市逢妻町が成立[1]。

## 交通
- 愛知県道246号刈谷大府線

## 施設
- 豊田自動織機逢妻グラウンド
- 刈谷市清掃センター
- 刈谷市リサイクルプラザ
- クリタス刈谷事業所
- 刈谷市歴史博物館
- 刈谷市体育館

### WEB
1. ↑  “愛知県刈谷市の町丁・字一覧”.   人口統計ラボ. 2024年1月7日閲覧。
2. 1 2  総務省統計局 (2022年2月10日). “令和2年国勢調査の調査結果(e-Stat) - 男女別人口，外国人人口及び世帯数－町丁・字等” (CSV). 2023年8月2日閲覧。
3. ↑  “愛知県刈谷市の郵便番号一覧”.   日本郵便. 2024年1月6日閲覧。
4. ↑  “市外局番の一覧” (PDF).   総務省 (2022年3月1日). 2022年3月22日閲覧。
5. ↑  “ナンバープレートについて”.   一般社団法人愛知県自動車会議所. 2024年1月21日閲覧。
6. ↑  総務省統計局 (2014年3月28日). “平成7年国勢調査の調査結果(e-Stat) - 男女別人口及び世帯数 －町丁・字等” (CSV). 2021年7月20日閲覧。
7. ↑  総務省統計局 (2014年5月30日). “平成12年国勢調査の調査結果(e-Stat) - 男女別人口及び世帯数 －町丁・字等” (CSV). 2021年7月20日閲覧。
8. ↑  総務省統計局 (2014年6月27日). “平成17年国勢調査の調査結果(e-Stat) - 男女別人口及び世帯数 －町丁・字等” (CSV). 2021年7月21日閲覧。
9. ↑  総務省統計局 (2012年1月20日). “平成22年国勢調査の調査結果(e-Stat) - 男女別人口及び世帯数 －町丁・字等” (CSV). 2021年7月21日閲覧。
10. ↑  総務省統計局 (2017年1月27日). “平成27年国勢調査の調査結果(e-Stat) - 男女別人口及び世帯数 －町丁・字等” (CSV). 2021年7月21日閲覧。

### 書籍
1. 1 2 3  「角川日本地名大辞典」編纂委員会 1989, p. 67.